# 陸戦艇
陸戦艇（りくせんてい）（ランドバトルシップ）は、主に、『ガンダムシリーズ』に登場する架空の兵器で、陸上における戦闘を主たる運用とする、超大型の戦車のような戦闘車両である。

## 概要
大型戦車というよりは、士官の陣頭指揮所、モビルスーツ母艦といった「自由に移動できる基地」として使用される。陸上戦艦と呼べるくらいの、大型砲やビーム砲を備えたものがこの範疇に入る。
一年戦争中には、連邦軍、公国軍とも多数生産・運用された。その後はミノフスキークラフト装備の宇宙艦船を大気圏内で「空飛ぶ基地」として運用することが可能になったため、ごく一部を除いて使用されていない。
- ダブデ
- ビッグトレー
- ギャロップ (ガンダムシリーズ)
- ザクタンカー